# 41002 Tatsumi
41002 Tatsumi è un asteroide della fascia principale esterna. Scoperto nel 1999, presenta un'orbita caratterizzata da un semiasse maggiore pari a 3,076144 UA e da un'eccentricità di 0,154198, inclinata di 3,076197° rispetto all'eclittica. Ha un diametro di 5,182 km e un'albedo di 0,095.
Eri Tatsumi è una planetologa giapponese specializzata nello studio di piccoli corpi primitivi utilizzando osservazioni spettroscopiche da veicoli spaziali e da terra. È membro dei team di imaging delle sonde spaziali Hayabusa2 e OSIRIS-REx.